# Yamaha TR1
La Yamaha TR1, chiamata anche Yamaha XV 1000 TR-1, è una motocicletta prodotta dalla casa motociclistica giapponese Yamaha dal 1981 al 1983. Era disponibile nella sola cilindrata di 981 cm³.
Al di fuori dell'Europa, la Yamaha TR1 è stata commercializzata come XV1000 e negli Stati Uniti in una versione leggermente modificata chiamata XV920.

## Profilo e contesto
Presentata alla fiera IFMA di Colonia nell'autunno 1980, montava un motore V2 a quattro tempi con angolo tra le bancate di 75° frontemarcia dalla cilindrata totale di 981 cm³ raffreddato ad aria (con l'alesaggio da 92 mm e la corsa da 69,2 mm), con distribuzione OHC a 8 valvole raffreddato a liquido a carburatori Hitachi.